# Kleine Weißzahnratte
Die Kleine Weißzahnratte (Berylmys berdmorei) ist eine Säugetierart aus der Gattung der Weißzahnratten (Berylmys) innerhalb der Nagetiere (Rodentia). Sie kommt in Südostasien von südlichen China über den Süden Myanmars bis in den Süden Vietnams vor.

## Merkmale
Die Kleine Weißzahnratte erreicht eine Kopf-Rumpf-Länge von 17,5 bis 22,5 Zentimeter und eine Schwanzlänge von 13,4 bis 19,2 Zentimeter bei einem Gewicht von 118 bis 235 Gramm. Die Hinterfußlänge beträgt 36 bis 46 Millimeter und die Ohrlänge 23 bis 29 Millimeter. Das Rückenfell ist stahlgrau, das Bauchfell weiß. Der Schwanz ist etwas kürzer als der Restkörper, die Oberseite ist gleichmäßig dunkelbraun und die Unterseite variiert von durchgängig braun zu grau gescheckt oder schwarz gefleckt. Die Oberseite der Vorder- und Hinterfüße sind gräulich-weiß. Die Weibchen besitzen vier Paar Zitzen, von denen je eines im Brust- und Bauchbereich und zwei in der Leistengegend sitzen. Der Schädel hat eine Länge von etwa 42 Millimeter.

## Verbreitung
Die Kleine Weißzahnratte kommt in Südostasien vom südlichen China und dem Süden Myanmars über Thailand, Laos und Kambodscha bis in den Süden Vietnams vor. In China ist sie nur im südlichen Sichuan nachgewiesen. Die Höhenverbreitung reicht vom Flachland bis etwa 1400 Meter.

## Lebensweise
Die Kleine Weißzahnratte lebt vor allem in Waldgebieten des Flachlands und des unteren Berglandes bis in Höhen von etwa 1400 Meter, sie bevorzugt dabei ansteigendes und sumpfiges Gelände. Sie ist nachtaktiv und bodenlebend, den Tag verbringt sie in unterirdischen Bauen. Gelegentlich tritt sie in landwirtschaftlich genutzten Flächen auf und kann dort als Schädling angesehen werden, generell vermeidet sie jedoch die Nähe zu Menschen und menschlichen Ansiedlungen.

## Systematik
Die Kleine Weißzahnratte wird als eigenständige Art innerhalb der Weißzahnratten (Gattung Berylmys) eingeordnet, die aus vier Arten besteht. Die wissenschaftliche Erstbeschreibung erfolgte durch Edward Blyth im Jahr 1851 aus der Tanintharyi-Region um Mergui im Süden des heutigen Myanmar.

## Gefährdung und Schutz
Die Art wird von der International Union for Conservation of Nature and Natural Resources (IUCN) als nicht gefährdet (least concern) gelistet. Begründet wird dies durch das große Verbreitungsgebiet, die angenommen großen Bestände der Art und die Anpassungsfähigkeit an Lebensraumveränderungen. Bestandsgefährdende Risiken für die Art sind nicht bekannt, in Teilen des Verbreitungsgebietes gilt sie sogar als Landwirtschaftsschädling.

## Belege
1. 1 2 3 4 5  Berdmore's White-Toothed Rat In: Andrew T. Smith, Yan Xie: A Guide to the Mammals of China. 2008, S. 257–258.
2. 1 2  Berylmys berdmorei in der Roten Liste gefährdeter Arten der IUCN 2015-4. Eingestellt von: Smith, C.H. Johnston, 2008. Abgerufen am 22. Dezember 2015.
3. 1 2  Berylmys berdmorei (Memento des Originals vom 23. Dezember 2015 im Internet Archive)  Info: Der Archivlink wurde automatisch eingesetzt und noch nicht geprüft. Bitte prüfe Original- und Archivlink gemäß Anleitung und entferne dann diesen Hinweis.. In: Don E. Wilson, DeeAnn M. Reeder (Hrsg.): Mammal Species of the World. A taxonomic and geographic Reference. 2 Bände. 3. Auflage. Johns Hopkins University Press, Baltimore MD 2005, ISBN 0-8018-8221-4.